# Instituto Kirby
El Instituto Kirby (anteriormente  Centro Nacional de Epidemiología e Investigación Clínica del VIH) es una organización de investigación médica afiliada a la Universidad de Nueva Gales del Sur y con sede en el campus de Kensington de la UNSW. Fundado en 1986, su enfoque de investigación inicial sobre el VIH/SIDA se ha ampliado con el tiempo para incluir la hepatitis viral , las infecciones de transmisión sexual y una variedad de otras enfermedades infecciosas.
El director inaugural del instituto fue el profesor David A. Cooper.

## Historia

### Centro Nacional de Epidemiología e Investigación Clínica del VIH (1986–2011)
El Centro Nacional de Epidemiología e Investigación Clínica del VIH (NCHECR) se fundó en 1986 en respuesta a la epidemia emergente de VIH/SIDA en Australia . La financiación inicial fue proporcionada por el gobierno federal australiano con el objetivo de reducir la carga nacional de la epidemia. Posteriormente, el centro recibió el apoyo de fondos continuos del gobierno federal, el gobierno del estado de Nueva Gales del Sur y la Universidad de Nueva Gales del Sur, además de subvenciones únicas de, entre otros, la Fundación Bill & Melinda Gates y la Filantropías del Atlántico.

### Instituto Kirby (2011-presente)
En abril de 2011, en el 25 aniversario de la organización, el NCHECR pasó a llamarse Instituto Kirby para la infección y la inmunidad en la sociedad, con un nuevo enfoque en las enfermedades infecciosas relacionadas con el comportamiento que afectan a "comunidades marginadas, sin poder y otras". El nuevo nombre se tomó en honor a Michael Kirby, exjuez del Tribunal Superior de Australia y partidario abierto de los derechos humanos, la promoción de la salud y la investigación del VIH/SIDA. En 2013, Kirby aceptó el papel de Patrono del instituto.
En 2018, el Instituto Kirby empleó y apoyó a aproximadamente 350 investigadores y estudiantes  y está realizando estudios de investigación en Australia y en todo el mundo. Fuera de Australia, el instituto se dedica a la prevención de enfermedades en países como Tailandia, Indonesia, Myanmar , las Islas Salomón, Fiji y Papúa Nueva Guinea. El Instituto Kirby es uno de los cuatro centros nacionales de investigación del VIH de Australia; los otros son el Centro Australiano de Investigación en Virología del VIH y la Hepatitis, el Centro Australiano de Investigación en Sexo, Salud y Sociedad (ARCSHS) y el Centro Nacional de Investigación Social en Salud.